# Ройзман, Зиновий Александрович
Зино́вий (Земен) Алекса́ндрович Ро́йзман (11 сентября 1941, Одесса — 6 июня 2022, Москва) — советский и российский кинорежиссёр, сценарист, писатель, драматург и публицист. Заслуженный деятель искусств Российской Федерации (2018).

## Биография
Родился 11 сентября 1941 года в Одессе, осаждённой союзными с нацистской Германией румынскими войсками, вторгшимися на территорию СССР в начале Великой Отечественной войны. Незадолго до полной румынской оккупации Одессы морским путём вместе с родственниками был вывезен из города и эвакуирован в Среднюю Азию. В эвакуации мать Ройзмана заболела сыпным тифом, и он 9 месяцев находился в узбекской семье, где его выкормила грудью узбечка.
После нескольких переездов З. Ройзман обосновался в Ташкенте. Работал сварщиком на заводе пластмассовых изделий. Окончил режиссёрский факультет Ташкентского театрально-художественного института имени А. Н. Островского (вечернее отделение, мастерская А. И. Гинзбурга, 1964).
С 1963 года — режиссёр и актёр республиканского театра кукол в Ташкенте, с 1964 года — режиссёр киностудии «Узбекфильм». Поставил более десяти мультипликационных фильмов. Автор сценариев ряда мультипликационных фильмов, автор и режиссёр нескольких сюжетов сатирического киножурнала «Наштар».
Автор пьесы «Золотая серна», книг для детей (среди них «Про Мишку, которого не ждали», «Верные друзья»), опубликованных в ташкентских издательствах. В 1990-годы много писал о кино и телевидении в журнале «Таллинн» (Эстония).
С середины 1960-х работал в игровом кино. В художественных картинах «В 26-го не стрелять» (режиссёр Р. Батыров), «Подвиг Фархада» (режиссёр А. Хачатуров), «Чинара» (трёхсерийный телевизионный фильм режиссёра 3. Сабитова) был вторым режиссёром. В 1977 году поставил свою первую художественную кинокартину «Дом под жарким солнцем», отмеченную премией Ленинского комсомола и четырьмя призами (приз за главную женскую роль — Д. Камбарова, приз за изобразительное решение — Э. Калантаров, приз за музыку к фильму — Р. Вильданов, приз за раскрытие рабочей темы на Всесоюзном кинофестивале в Ереване).
В начале 1990-х годов Ройзман как создатель фильма «Кодекс молчания» (1990) стал объектом резкой критики со стороны новых республиканских властей, и в 1992 году решил покинуть Узбекистан. Оставив на некоторое время работу в кино, он поселился в московской малогабаритной квартире, подаренной уехавшей за рубеж матерью. В течение двух лет Ройзман работал грузчиком на Северном рынке Москвы и, по словам режиссёра, «думать забыл о кино».
Несколько лет работал режиссёром закадрового озвучивания на НТВ. Возвращению З. Ройзмана в профессию способствовали главный редактор объединения «Экран» Герман Грошев, продюсер Владилен Арсеньев, режиссёр и продюсер Джаник Файзиев, продюсеры Андрей Разбаш и Иван Демидов.
После постановки в 1998 году (совместно с Дмитрием Брусникиным) многосерийного телефильма «Чехов и Ко» (в котором были заняты звёзды МХАТа, в том числе сыгравшие свои последние роли в кино Олег Ефремов и Елена Майорова), Ройзман успешно продолжил карьеру режиссёра и сценариста игрового кино.
З. Ройзман любил снимать остросюжетное кино: детектив, приключения, исторические, остросюжетные драмы. В последние годы режиссёр работал в сериальном кино.
Из всех поставленных фильмов режиссёр особо выделял два: первую самостоятельную работу «Дом под жарким солнцем» (1977) и телесериал «У каждого своя война» (2010), возможности снять который З. Ройзман ждал семь лет. Тем не менее, телесериал «У каждого своя война» долго лежал «на полке» и появился на российских телевизионных каналах лишь через несколько лет после завершения.
Скончался 6 июня 2022 года на 81-м году жизни. Похоронен 9 июня на Востряковском кладбище (уч. 1).

## Фильмография

### Художественные фильмы
| 1977 | Дом под жарким солнцем                           | зелёная ✓ |           |
| 1980 | В стремнине бешеной реки                         | зелёная ✓ |           |
| 1982 | Встреча у высоких снегов                         | зелёная ✓ |           |
| 1983 | Пароль — «Отель Регина»                          | зелёная ✓ |           |
| 1985 | Созвездие любви                                  | зелёная ✓ |           |
| 1987 | Уполномочен революцией                           | зелёная ✓ | зелёная ✓ |
| 1990 | Кодекс молчания                                  | зелёная ✓ | зелёная ✓ |
| 1994 | Кодекс молчания 2                                | зелёная ✓ | зелёная ✓ |
| 1998 | Чехов и Ко                                       | зелёная ✓ |           |
| 2000 | Империя под ударом (3-я серия «Двойной Нельсон») | зелёная ✓ |           |
| 2002 | Дронго                                           | зелёная ✓ | зелёная ✓ |
| 2004 | Близнецы                                         | зелёная ✓ | зелёная ✓ |
| 2005 | Охота на асфальте                                | зелёная ✓ |           |
| 2006 | Последний бронепоезд                             | зелёная ✓ | зелёная ✓ |
| 2007 | Смерш                                            | зелёная ✓ | зелёная ✓ |
| 2008 | Золотой ключик. Как соблазнить олигарха          | зелёная ✓ |           |
| 2009 | Офицеры 2                                        | зелёная ✓ | зелёная ✓ |
| 2010 | У каждого своя война                             | зелёная ✓ |           |
| 2011 | Побег 2                                          | зелёная ✓ |           |
| 2012 | Снайперы: Любовь под прицелом                    | зелёная ✓ | зелёная ✓ |
| 2014 | Бывших не бывает                                 | зелёная ✓ | зелёная ✓ |
| 2014 | Чистое небо (не был завершён)                    | зелёная ✓ |           |
| 2015 | Истребители. Последний бой                       | зелёная ✓ | зелёная ✓ |
| 2017 | Серебряный бор                                   | зелёная ✓ | зелёная ✓ |

### Мультипликационные фильмы
| 1969 | Маленький обманщик                      | зелёная ✓ |           |
| 1970 | Про Мишку, которого не ждали            | зелёная ✓ |           |
| 1971 | Верные друзья                           | зелёная ✓ |           |
| 1972 | А кто волшебник?                        | зелёная ✓ |           |
| 1972 | Зимняя сказка                           | зелёная ✓ |           |
| 1974 | Сказка о пастухе и прекрасной принцессе | зелёная ✓ |           |
| 1974 | Песня волшебного камня                  | зелёная ✓ |           |
| 1974 | Белый верблюжонок                       | зелёная ✓ |           |
| 1975 | Рубаи старого сказочника                | зелёная ✓ | зелёная ✓ |
| 1976 | Самый непослушный                       | зелёная ✓ |           |
| 1977 | Заколдованный корабль                   | зелёная ✓ |           |
| 1978 | Когда прилетают аисты                   | зелёная ✓ | зелёная ✓ |

## Награды и звания
- Медаль ордена «За заслуги перед Отечеством» II степени (9 мая 2005 года) — за заслуги в области культуры и искусства, многолетнюю плодотворную деятельность[10].
- Заслуженный деятель искусств Российской Федерации (30 мая 2018 года) — за большой вклад в развитие отечественной культуры и искусства, средств массовой информации, многолетнюю плодотворную деятельность[11].

## Видео
- З. Ройзман делится воспоминаниями (из интервью Hayasa News, 201 сек.)
- З. Ройзман рассказывает о съёмках фильма "У каждого своя война" (из интервью Hayasa News, 61 сек.)
- Ночные съёмки фильма З. Ройзмана "У каждого своя война" в Ярославле (март 2010 г., 55 сек.)
- З. Ройзман на съёмках фильма "У каждого своя война" в Ярославле,(март 2010 г., 36 сек.)